# Batalha (Piauí)
Batalha es un municipio brasileño del estado del Piauí. Se localiza a una latitud 04º01'30" sur y a una longitud 42º04'30" oeste, estando a una altitud de 150 metros. Su población estimada en 2004 era de 47.815 habitantes.
Posee un área de 1553,8 km².
Batalla se encuentra a la 143 km de la capital del Piauí, Teresina.
Batalha se localiza a una latitud 04º01'30" sur y a una longitud 42º04'30" oeste, estando a una altitud de 150 metros.Se sitúa en la Mesorregión del Norte Piauiense.